# Peszéri-erdő
Peszéri-erdő este o arie protejată (arie specială de conservare — SAC, sit de importanță comunitară — SCI) din Ungaria întinsă pe o suprafață de 1.628,46 ha, integral pe uscat.

## Localizare
Centrul sitului Peszéri-erdő este situat la coordonatele 47°06′12″N 19°18′02″E / 47.103333°N 19.300556°E.

## Înființare
Situl Peszéri-erdő a fost declarat sit de importanță comunitară în mai 2004 pentru a proteja 3 specii de plante și 18 specii de animale. Situl a fost protejat și ca arie specială de conservare în februarie 2010.

## Biodiversitate
Situată în ecoregiunea panonică, aria protejată conține 6 habitate naturale: Stepe panonice nisipoase, Păduri stepice euro-siberiene cu Quercus spp., Tufărișuri panonice ale dunelor de nisip continentale (Junipero-Populetum albae), Tufărișuri subcontinentale peripanonice, Pajiști cu Molinia pe soluri calcaroase, turboase sau argilos-nămoloase (Molinion caeruleae), Păduri aluvionare cu Alnus glutinosa și Fraxinus excelsior (Alno-Padion, Alnion incanae, Salicion albae).
La baza desemnării sitului se află mai multe specii protejate:
- plante (3): Cirsium brachycephalum, Gladiolus palustris, Iris humilis subsp. arenaria
- amfibieni (2): buhai de baltă cu burta roșie (Bombina bombina), triton cu creastă dobrogean (Triturus dobrogicus)
- mamifere (4): liliac cârn (Barbastella barbastellus), liliac cu urechi de șoarece (Myotis blythii), liliac de iaz (Myotis dasycneme), liliac comun (Myotis myotis)
- nevertebrate (10): Bolbelasmus unicornis, croitorul mare al stejarului (Cerambyx cerdo), Chondrosoma fiduciarium, Cucujus cinnaberinus, Hypodryas maturna, Isophya costata, rădașcă (Lucanus cervus), fluturele purpuriu (Lycaena dispar), Maculinea teleius, Vertigo angustior
- pești (1): țipar (Misgurnus fossilis)
- reptile (1): țestoasa de baltă (Emys orbicularis)

Pe lângă speciile protejate, pe teritoriul sitului au mai fost identificate 61 de specii de plante, 6 specii de amfibieni, 10 specii de mamifere, 81 de specii de nevertebrate, 5 specii de reptile.